# 유룡 (희극인)
유룡(1988년 9월 8일 ~ )은 대한민국의 희극인으로, 2013년 SBS 13기 공채 개그맨 출신이다. 
별명은 섹시류룡

## 방송
- 웃찾사 시즌 2 (SBS)
  - 충무로 손
  - 비교 충격
  - 최선입니까
  - 정 때문에
  - 누명의 추억
  - 아저씨...
  - 뿌리 없는 나무
  - 모란봉 홈쇼핑
  - 형은 내 운명
  - 무뚝이 아빠
  - 지하철 놀이 끝판왕
  - 개그청문회
  - 인생의 히든카드
  - 남자의 심장
  - 누가 진상인가
- 1등미디어 (Tooniverse)
- 배꼽빌라 (Tooniverse)
- 룡룡죽겠지tv